# Carcinoma hepatoide
Tumor hepatoide ou carcinoma hepatoide são termos para designar uma série de neoplasias raras ou invulgares em seres humanos, assim denominados devido à aparência idêntica ao microscópio, entre as suas células e as células do hepatocarcinoma, a forma mais comum de cancro do fígado. Este tipo de tumores pode surgir em diversas partes do corpo, formando vários subtipos de doenças, como o cancro do estômago ou cancro do pâncreas. A Organização Mundial de Saúde define "carcinoma hepatoide" como um adenocarcinoma com características morfológicas semelhantes às do hepatocarcinoma, que surge a parte de qualquer sítio anatómico que não o fígado..